# Kierion
Kierion è un film del 1968 diretto da Dīmos Theos. Pur ambientando la vicenda in un presente non meglio indentificabile, il film si ispira al caso di George Polk, un giornalista statunitense ucciso in circostanze misteriose durante la Guerra civile greca, dove s'era recato per intervistare Markos Vafeiadīs, generale dell'Esercito popolare greco di liberazione e Primo ministro del Governo Democratico Provvisorio ellenico.
È stato presentato in concorso alla 29ª Mostra internazionale d'arte cinematografica di Venezia.

## Trama
Un giornalista è accusato di aver ucciso un collega americano che stava indagando sui legami tra il governo e le compagnie petrolifere in Medio Oriente. Rilasciato per mancanza di prove, comincia a indagare per scoprire i veri colpevoli, ma invano, poiché il ruolo dei servizi segreti e della macchina parastatale si rivela ben più complesso e più potente di lui: la polizia attribuirà il delitto a uno studente universitario ebreo, Zadik, che morirà suicida in carcere, mentre anche il testimone chiave dell'omicidio verrà trovato morto.

## Distribuzione
Il film è stato presentato in anteprima il 5 settembre 1968 in concorso alla 29ª Mostra internazionale d'arte cinematografica di Venezia. È stato distribuito nelle sale cinematografiche greche solo nel 1974, in seguito alla caduta del regime dei colonnelli.

## Accoglienza

### Critica
Dopo la sua presentazione a Venezia, Leo Pestelli de La Stampa liquidò il film definendolo «modesto» e criticandone «la discutibile tessitura da "giallo"», pur apprezzandone le intenzioni. Nella sua Storia del cinema mondiale, Gian Piero Brunetta parla invece di «un interessante film politico».

## Riconoscimenti
- 1968 - Mostra internazionale d'arte cinematografica di Venezia[2]
  - In competizione per il Leone d'oro al miglior film